# José Yurramendi Pérez
José Francisco Yurramendi Pérez (Melo, 25 de diciembre de 1981) es un empresario y político uruguayo perteneciente al Partido Nacional.

## Biografía
Hijo de José Yurramendi Ferro y Mary Pérez, comenzó sus actividades de índole público-política en la administración del difunto Intendente Villanueva Saravia, integrando el grupo de juventud de la Oficina Municipal de la Juventud.
Posteriormente, se dedicaría a sus trabajos en el ámbito privado, dentro del negocio de su familia, relacionado con las pastas y más tarde, propietario de una empresa de empaques en su Melo natal.
Su nombre comenzaría a ganar notoriedad política, en su militancia dentro de la "Agrupación José Gervasio Artigas", encabezada por Sergio Botana, obteniendo una banca en la Junta Departamental en las departamentales de 2010, sin llegar a asumirla, ya que encabezaría la Dirección de Medio Ambiente, realizando así una gran gestión.
En 2014, y apoyando a Jorge Larrañaga, gana la interna de su partido, y se convierte en candidato a la diputación por el botanismo, obteniendo así una de las dos bancas para su departamento.
En su gestión como diputado, es de destacarse sus pedidos de informes por las rutas 7, 8 y 26, y la presentación de proyectos que denominaban a determinadas instituciones de Cerro Largo con nombres de personalidades de esa tierra.
A fines de 2018, y ya dentro del Grupo de los Intendentes, lanza su precandidatura a la Intendencia de Cerro Largo, donde su sector "Cerro Largo puede" queda segundo detrás del sublema encabezado por Pablo Duarte en las elecciones internas.
En septiembre de 2019, es oficializado candidato a la Intendencia Departamental de Cerro Largo, junto con Duarte, rumbo a las departamentales de 2020. Semanas antes de la contienda departamental, la interna blanca se presenta muy reñida entre ambos candidatos.
en las elecciones departamentales de 2020 fue elegido intendente de cerro largo